# 元宿浄水場
元宿浄水場（もとじゅくじょうすいじょう）は、群馬県桐生市元宿町にある桐生市水道局の浄水場である。

## 概要
桐生市では、1922年（大正11年）に上水道敷設の調査が開始され、水源地として渡良瀬川や桐生川など複数の地点が候補にあがったが、関東大震災の影響によって事業は延期された。1927年（昭和2年）に調査が再開され、丸山の南麓で聖眼寺脇の渡良瀬川左岸一帯が地下水が豊富で水質が良かったことから、ここを水源地とすることに決定した。1930年（昭和5年）9月に着工し、1932年（昭和7年）に竣工した。同年4月17日に通水式が行われ、給水が開始された。また、通水式の前日の4月16日に、水源地の敷地を寄付した岡部権右衛門の頌徳碑の除幕式が行われた。

## 施設
渡良瀬川左岸から地下水を取水し、浄水場で濾過・処理した後、ポンプによって水道山中腹の配水池に送水され、配水池から自然流下によって市内に配水しており、創設当初の建造物やシステムが現在も稼動している。水源地と浄水場を結ぶ集水管は旧富士紡績会社発電用水路（東洋堀）と交差している。浄水場と配水池を結ぶ送水管は、宮前町で両毛線を跨いでおり、送水管に隣接する美原通り跨線橋は水道橋と呼ばれている。
水道資料館（浄水場旧事務所）・ポンプ室・急速濾過場・接合井・調整池は、1997年（平成9年）11月5日に国の登録有形文化財となっている。